# Tonatia

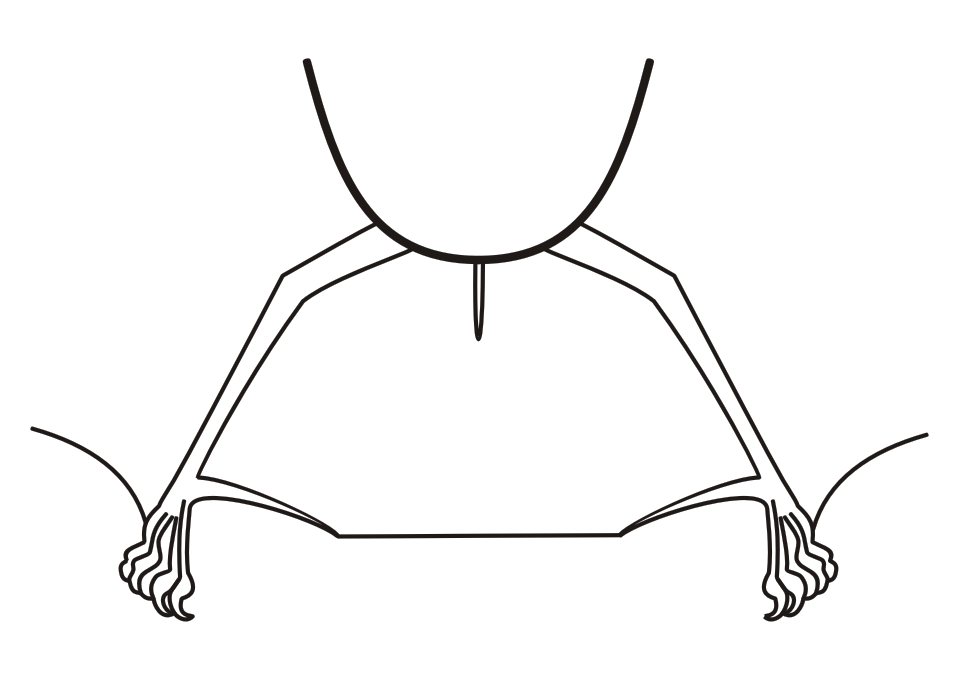
Illustrazione della parte posteriore di Tonatia

Tonatia (Gray, 1827) è un genere di pipistrelli della famiglia dei Fillostomidi.

## Etimologia
L'epiteto del genere deriva dalla figura mitologica della cultura azteca di Tonatiuh, che rappresentava il dio sole.

## Descrizione

### Dimensioni
Al genere Tonatia appartengono pipistrelli di piccole dimensioni, con lunghezza della testa e del corpo tra 42 e 82 mm, la lunghezza dell'avambraccio tra 32 e 60 mm, la lunghezza della coda tra 12 e 21 mm e un peso fino a 35 g.

### Caratteristiche craniche e dentarie
Il cranio presenta un rostro corto e sottile, una scatola cranica arrotondata, le arcate zigomatiche con un'espansione vicino alla base anteriore e una bolla timpanica piccola. La cresta sagittale è ben sviluppata.
Sono caratterizzati dalla seguente formula dentaria:

### Aspetto
La pelliccia è lunga e lanosa e si estende sul muso e sui piedi.  Il colore delle parti dorsali varia dal grigio al marrone scuro, mentre le parti inferiori sono solitamente più chiare. Il muso è corto e fornito di una foglia nasale lanceolata, con la porzione anteriore fusa al labbro superiore. Il labbro inferiore è attraversato da un solco longitudinale circondato da piccole verruche. Le orecchie sono grandi,  arrotondate e separate. Le ali sono attaccate posteriormente alla base delle dita dei piedi. La coda è lunga circa la metà dell'ampio uropatagio, mentre il calcar è più lungo del piede.

## Distribuzione
Il genere è diffuso in America Centrale e meridionale.

## Tassonomia
Il genere comprende 2 specie.
- Tonatia bidens
- Tonatia saurophila